# Ordzovany
Ordzovany es un municipio del distrito de Levoča en la región de Prešov, Eslovaquia, con una población estimada a final del año 2024 de 162 habitantes.
Se encuentra ubicado al suroeste de la región, cerca del río Hernád (cuenca hidrográfica del río Tisza) y de la frontera con la región de Košice.

## Demografía
| Año        | 1994 | 2004     | 2014    | 2024    |
| ---------- | ---- | -------- | ------- | ------- |
| Población  | 151  | 170      | 165     | 162     |
| Diferencia |      | +12,58 % | −2,94 % | −1,81 % |

| Año        | 2023 | 2024    |
| ---------- | ---- | ------- |
| Población  | 165  | 162     |
| Diferencia |      | −1,81 % |